# David Wright (giocatore di baseball)
David Allen Wright (Norfolk, 20 dicembre 1982) è un ex giocatore di baseball statunitense.

## Minor League (MiLB)
Wright venne selezionato al 1º giro del draft amatoriale del 2001 come 38ª scelta dai New York Mets. Iniziò a livello rookie coi Kingsport Mets della Appalachian League "APP" finendo con .300 alla battuta, .391 in base, 4 fuoricampo, 17 RBI, 9 basi rubate e 27 punti in 36 partite (120 AB). Nel 2002 giocò a livello A con i Capital City Bombers della South Atlantic League "SAL" finendo con .266 alla battuta, .367 in base, 11 fuoricampo, 93 RBI, 21 basi rubate e 85 punti in 135 partite (496 AB).
Nel 2003 giocò a livello A+ con i St. Lucie Mets della Florida State League "FSL" terminando con .270 alla battuta, .369 in base, 15 fuoricampo, 75 RBI, 19 basi rubate e 69 punti in 133 partite (466 AB). Nel 2004 giocò con due squadre diverse finendo con .341 alla battuta, .459 in base, 18 fuoricampo, 57 RBI, 22 basi rubate e 62 punti in 91 partite (337 AB).
Nel 2011 giocò con i St. Lucie Mets finendo con .476 alla battuta, .593 in base, nessun fuoricampo, 2 RBI, una base rubata e 9 punti in 6 partite (21 AB). Nel 2015 sempre con i St. Lucie Mets chiuse con .321 alla battuta, .424 in base, nessun fuoricampo, un RBI, nessuna base rubata e 5 punti in 8 partite (28 AB).

## Major League (MLB)

### New York Mets(2004-presente)
David debuttò nella MLB il 21 luglio 2004, allo Shea Stadium di New York contro i Montreal Expos. Chiuse la sua prima stagione con .293 alla battuta, .332 in base, 14 fuoricampo, 40 RBI, 6 basi rubate e 49 punti in 69 partite (263 AB). Nel 2005 finì con .306 alla battuta, .388 in base, 27 fuoricampo, 102 RBI, 17 basi rubate e 99 punti in 160 partite (575 AB).
Il 1º agosto 2006 firmò un'estensione di 55 milioni di dollari per 6 anni con un'opzione per il settimo anno. Fini' la stagione con .311 alla battuta, .381 in base, 26 fuoricampo, 116 RBI, 20 basi rubate e 96 punti, 20 basi rubate in 154 partite (582 AB). Nel 2007 terminò con .325 alla battuta, .416 in base (5º nella NL), 30 fuoricampo, 107 RBI, 34 basi rubate e 113 punti (5º nella NL) in 160 partite (604 AB).
Nel 2008 finì con .302 alla battuta, .390 in base, 33 fuoricampo, 124 RBI (2º nella NL), 15 basi rubate e 115 punti (3º nella NL) in 160 partite (5º nella NL) (626 AB) (4º nella NL). Nel 2009 chiuse con .307 alla battuta, .390 in base, 10 fuoricampo, 72 RBI, 27 basi rubate e 88 punti in 144 partite (535 AB).
Nel 2010 finì con .283 alla battuta, .354 in base, 29 fuoricampo, 103 RBI, 19 basi rubate e 87 punti in 157 partite (587 AB). Il 16 maggio 2011 venne inserito nella lista infortunati (15 giorni) per una frattura nella parte bassa della schiena. Il 15 luglio venne mandato per la reabilitazione nelle Minor con i St. Lucie Mets della "FSL". Il 22 venne reinserito in MLB. Terminò la stagione con .254 alla battuta, .345 in base, 14 fuoricampo, 61 RBI, 13 basi rubate e 60 punti in 102 partite (389 AB).
Nel 2012 terminò con .306 alla battuta, .391 in base (5º della NL), 21 fuoricampo, 93 RBI, 15 basi rubate e 91 punti in 156 partite (581 AB). Il 30 novembre firmò un contratto di 8 anni per un totale di 138 milioni di dollari. Il 3 agosto 2013 venne inserito nella lista degli infortuni (15 giorni) per uno stiramento al muscolo ischiocrurale destro. Il 20 settembre ritornò a giocare con i Mets. Chiuse la stagione con .307 alla battuta, .390 in base, 18 fuoricampo, 58 RBI, 17 basi rubate e 63 punti in 112 partite (430 AB).
Nel 2014 finì con .269 alla battuta, .324 in base, 8 fuoricampo, 63 RBI, 8 basi rubate e 54 punti in 134 partite (535 AB). Il 15 aprile 2015 venne inserito nella lista degli infortuni (15 giorni) per una stenosi spinale. Il 24 luglio venne spostato nella lista dei (60 giorni). Il 10 agosto venne assegnato per la reabilitazione ai St. Lucie Mets. Il 24 dello stesso mese rientrò in 1ª squadra. Chiuse il 2015 con .289 alla battuta, .379 in base, 5 fuoricampo, 17 RBI, 2 basi rubate e 24 punti in 38 partite (152 AB).
Il 30 maggio 2016 venne inserito nella lista degli infortuni (15 giorni) per un'ernia al disco nel collo. Il 5 luglio venne spostato nella lista dei (60 giorni). Finì la stagione con .226 alla battuta, .350 in base, 7 fuoricampo, 14 RBI, 3 basi rubate e 18 punti in 37 partite (137 AB), battendo con una distanza media in lunghezza di 261,88 feet e 52,96 feet in altezza.
Il 30 marzo 2017 è stato inserito nella lista infortuni (dei 10 giorni) per l'acutizzarsi di un dolore all'ernia del disco cervicale operata 6 mesi prima. Il 20 aprile è stato spostato sulla lista (dei 60 giorni). Perse a causa dell'infortunio l'intera stagione 2017 di major league, riuscendo in tutta la stagione solo a giocare 10 inning nella A+ della minor league baseball.

## Nazionale
Con la Nazionale di baseball degli Stati Uniti d'America ha disputato il World Baseball Classic 2009 e il World Baseball Classic 2013.

## Palmarès
- (7) MLB All-Star (2006, 2007, 2008, 2009, 2010, 2012, 2013)
- (2) Silver Slugger Award (2007 e 2008)
- (2) NL Gold Glove Award (2007 e 2008)
- (2) NL Giocatore del mese (giugno 2006, giugno 2010)
- (3) NL Giocatore della settimana (28 agosto 2005, 18 giugno 2006, 6 settembre 2011)
- (2) World Baseball Classic All-Tournament Team (2009, 2013)